# Llista de consellers generals d'Andorra (I Legislatura)

Resultats de les eleccions generals del 1993.
Agrupament Nacional Democràtic: 8 consellers
Unió Liberal: 5 consellers
Nova Democràcia: 5 consellers
Coalició Nacional Andorrana: 4 consellers
Iniciativa Democràtica Nacional: 2 consellers
Independents: 4 consellers

Aquesta és una llista dels consellers generals d'Andorra de la I legislatura (1994-1997). Fou la primera legislatura després de l'aprovació de la Constitució. Els membres del Consell General d'Andorra van ser elegits en les eleccions generals del 1993. Al començament de legislatura es van constituir sis grups parlamentaris: el d'Agrupament Nacional Democràtic (8 consellers), el Liberal (5), el de Nova Democràcia (5), el de Coalició Nacional Andorrana (4), l'Agrupament Canillo-La Massana (format pels quatre consellers independents de Canillo i de la Massana) i el grup mixt (format pels dos consellers d'Iniciativa Democràtica Nacional).

## Consellers

### Sindicatura
|  | Nom                       | Grup parlamentari | Circumscripció     | Inici mandat       | Fi mandat          | Càrrec                       |
|  | ------------------------- | ----------------- | ------------------ | ------------------ | ------------------ | ---------------------------- |
|  | Josep Dallerès Codina     | AND               | Nacional           | 5 de gener de 1994 | 2 de gener de 1997 | Síndic general               |
|  | Miquel Aleix Areny        | AND               | Nacional           | 5 de gener de 1994 | 2 de gener de 1997 | Subsíndic general            |
|  | Maria Rosa Ferrer Obiols  | ND                | Nacional           | 5 de gener de 1994 | 2 de gener de 1997 | Secretària de la Sindicatura |
|  | Estanislau Sangrà Cardona | Liberal           | Escaldes-Engordany | 5 de gener de 1994 | 2 de gener de 1997 | Secretari de la Sindicatura  |

### Resta del Ple
|  | Nom                        | Grup parlamentari                   | Circumscripció      | Inici mandat           | Fi mandat              | Càrrec |
|  | -------------------------- | ----------------------------------- | ------------------- | ---------------------- | ---------------------- | ------ |
|  | Vicenç Alay Ferrer         | Mixt (IDN)                          | Nacional            | 5 de gener de 1994     | 2 de gener de 1997     |        |
|  | Josep Areny Fité           | Agrupament Canillo-La Massana (UiR) | Canillo             | 5 de gener de 1994     | 2 de gener de 1997     |        |
|  | Modest Baró Moles          | Agrupament Canillo-La Massana (GOL) | La Massana          | 5 de gener de 1994     | 2 de gener de 1997     |        |
|  | Ladislau Baró Solà         | AND                                 | Sant Julià de Lòria | 5 de gener de 1994     | 2 de gener de 1997     |        |
|  | Jaume Bartumeu Cassany     | ND                                  | Nacional            | 5 de gener de 1994     | 2 de gener de 1997     |        |
|  | Antoni Calvó Casal         | Liberal                             | Nacional            | 21 de desembre de 1994 | 2 de gener de 1997     |        |
|  | Enric Casadevall Medrano   | Agrupament Canillo-La Massana (UiR) | Canillo             | 5 de gener de 1994     | 14 de març de 1996     |        |
|  | Miquel Casal Casal         | Agrupament Canillo-La Massana (UiR) | Canillo             | 14 de març de 1996     | 2 de gener de 1997     |        |
|  | Antoni Cerqueda Gispert    | CNA                                 | Nacional            | 5 de gener de 1994     | 2 de gener de 1997     |        |
|  | Francesc Cerqueda Pascuet  | Liberal                             | Nacional            | 5 de gener de 1994     | 2 de gener de 1997     |        |
|  | Jordi Cinca Mateos         | ND                                  | Andorra la Vella    | 5 de gener de 1994     | 2 de gener de 1997     |        |
|  | Simó Duró Coma             | CNA                                 | Ordino              | 5 de gener de 1994     | 2 de gener de 1997     |        |
|  | Enric Dolsa Font           | CNA                                 | Nacional            | 29 de febrer de 1996   | 2 de gener de 1997     |        |
|  | Marc Forné Molné           | Liberal                             | Nacional            | 5 de gener de 1994     | 21 de desembre de 1994 |        |
|  | Josep Garrallà Rossell     | Agrupament Canillo-La Massana (GOL) | La Massana          | 5 de gener de 1994     | 2 de gener de 1997     |        |
|  | Antoni Martí Petit         | Liberal                             | Escaldes-Engordany  | 5 de gener de 1994     | 2 de gener de 1997     |        |
|  | Manuel Mas Ribó            | CNA                                 | Nacional            | 5 de gener de 1994     | 29 de desembre de 1994 |        |
|  | Jordi Mas Torres           | AND                                 | Encamp              | 5 de gener de 1994     | 31 de gener de 1994    |        |
|  | Vicenç Mateu Zamora        | Mixt (IDN)                          | Nacional            | 5 de gener de 1994     | 2 de gener de 1997     |        |
|  | Pere Moles Aristot         | Liberal                             | Nacional            | 5 de gener de 1994     | 2 de gener de 1997     |        |
|  | Francesc Xavier Mora Baron | ND                                  | Andorra la Vella    | 5 de gener de 1994     | 2 de gener de 1997     |        |
|  | Josep Angel Mortés Pons    | CNA                                 | Ordino              | 5 de gener de 1994     | 2 de gener de 1997     |        |
|  | Enric Pujal Areny          | CNA                                 | Nacional            | 29 de desembre de 1994 | 29 de febrer de 1996   |        |
|  | Jaume Riba Sabaté          | ND                                  | Nacional            | 5 de gener de 1994     | 2 de gener de 1997     |        |
|  | Òscar Ribas Reig           | AND                                 | Sant Julià de Lòria | 5 de gener de 1994     | 14 de març de 1994     |        |
|  | Josep Anton Ribes Roca     | AND                                 | Nacional            | 5 de gener de 1994     | 2 de gener de 1997     |        |
|  | Francesc Rodríguez Rossa   | Mixt (No adscrit)                   | Encamp              | 14 de març de 1994     | 2 de gener de 1997     |        |
|  | Gilbert Saboya Sunyé       | AND                                 | Sant Julià de Lòria | 31 de gener de 1994    | 2 de gener de 1997     |        |
|  | Jordi Torres Alís          | AND                                 | Encamp              | 5 de gener de 1994     | 2 de gener de 1997     |        |
|  | Joan Travesset Grau        | AND                                 | Nacional            | 5 de gener de 1994     | 2 de gener de 1997     |        |

### Substitucions
|  | Conseller substituït     | Grup                          | Baixa      | Motiu                                                                                         | Conseller substitut      | Grup                          | Alta       |
|  | ------------------------ | ----------------------------- | ---------- | --------------------------------------------------------------------------------------------- | ------------------------ | ----------------------------- | ---------- |
|  | Jordi Mas Torres         | AND                           | 31/1/1994  | Deixa vacant l'escó per haver estat nomenat ministre d'Ordenament Territorial i Medi Ambient. | Gilbert Saboya Sunyé     | AND                           | 31/1/1994  |
|  | Òscar Ribas Reig         | AND                           | 14/3/1994  | Deixa vacant l'escó per haver estat elegit cap de Govern.                                     | Francesc Rodríguez Rossa | Mixt                          | 14/3/1994  |
|  | Marc Forné Molné         | Liberal                       | 21/12/1994 | Deixa vacant l'escó per haver estat elegit cap de Govern.                                     | Antoni Calvó Casal       | Liberal                       | 21/12/1994 |
|  | Manuel Mas Ribó          | CNA                           | 29/12/1994 | Deixa vacant l'escó per haver estat nomenat ministre de Relacions Exteriors.                  | Enric Pujal Areny        | CNA                           | 29/12/1994 |
|  | Enric Pujal Areny        | CNA                           | 29/2/1996  | Deixa vacant l'escó per haver estat nomenat ministre de Medi Ambient i Turisme.               | Enric Dolsa Font         | CNA                           | 29/2/1996  |
|  | Enric Casadevall Medrano | Agrupament Canillo-La Massana | 14/3/1996  | Renuncia a l'escó.                                                                            | Miquel Casal Casal       | Agrupament Canillo-La Massana | 14/3/1996  |